# Paxillus
Paxillus és un gènere de fongs de l'ordre dels boletals (Boletales). La majoria de les seves 70 espècies són bolets verinosos o incomestibles. A Europa hi viuen 4 espècies, entre elles Paxillus involutus.
Paxillus significa etimològicament part petita.

## Taxonomia
- Paxillus amazonicus
- Paxillus ammoniavirescens
- Paxillus atraetopus
- Paxillus filamentosus
- Paxillus gymnopus
- Paxillus hortensis
- Paxillus involutus
- Paxillus ionipus
- Paxillus leoninus
- Paxillus minutesquamulosus
- Paxillus obscurisporus
- Paxillus ochraceus
- Paxillus pahangensis
- Paxillus piperatus
- Paxillus rubicundulus
- Paxillus vernalis